# Time Agents
Der Jugendroman Time Agents – Treffpunkt Zukunft von Stephen Measday wurde 2010 in Australien unter dem Namen Send Simon Savage veröffentlicht. Das Buch erschien in Deutschland erstmals 2012 beim dtv unter dem Titel Die fünf Temponauten – Treffpunkt 2321, bevor es 2014 bei dtv junior unter dem Titel Time Agents herausgegeben wurde. 2015 erschien bei dtv junior der Band Time Agents – Wettlauf gegen den Schwarzen Tod.

## Handlung
In dem Roman geht es um einen australischen Jungen namens Simon Savage, der nahe Sydney lebt. Als sein Vater Hale eines Tages spurlos verschwindet, bekommen er und seine Familie von einem ominösen Captain Cutler ein Angebot, das sie zu weiteren Ermittlungen nach England führt. Die Familie geht darauf ein und Simon besucht dort ein vermeintliches Eliteinternat. Was Simon jedoch nicht weiß, ist, dass sein Vater dort gemeinsam mit Cutler in einer streng geheimen Organisation arbeitete. Bei dieser handelt es sich um das sogenannte „Zeitbüro“, das mithilfe eines Zeitbeschleunigers, den Hale Savage erfand, die Möglichkeit geschaffen hat, Menschen durch die Zeit reisen zu lassen. 
Nach mehreren Tagen auf der Eliteschule, die sich später als das Zeitbüro herausstellt, erfährt Simon, dass er selbst zu einem Zeitagenten ausgebildet werden soll. Im Rahmen dieser Ausbildung trifft er neben anderen jugendlichen Zeitagenten seine neue Partnerin Danice, die ursprünglich aus dem Jahr 2321 stammt. Sie wurde im Vorfeld von Agenten des Zeitbüros ins 21. Jahrhundert entführt. Nach einigen Zeitmissionen, die sie zu Trainingszwecken bis dahin nur in die Vergangenheit führten, müssen sie jetzt als erste Zeitagenten in die Zukunft reisen. Sie sollen die Spuren eines fremden Zeitreisenden ins Jahr 2321 zurückverfolgen, der ganz offenkundig auch über die Zeitreisetechnik verfügt. Es stellt sich heraus, dass dieser Mann, der sich als „Häuptling“ bezeichnet, in Wirklichkeit Simons Vater ist. Er schickt Kinder durch die Zeit, damit sie für ihn Gold aus der Vergangenheit stehlen, um sich und seine Untergebenen vor brutalen Herrschern, den sogenannten Tribunen, zu schützen. Hale floh ursprünglich in die Zukunft, da Angehörige des Militärs das Zeitreisen als Waffe einsetzen wollten. Da er die Zeitreisetechnik nur zu friedlichen Zwecken nutzen wollte, entschied er sich dazu, der Öffentlichkeit diese Technik vorzuenthalten. Nachdem Simon erkennt, dass der Häuptling sein Vater ist, ist die Freude groß, aber nicht von langer Dauer, denn Hale weiß, dass er erneut fliehen muss, um einen Missbrauch der Zeitreisetechnik zu verhindern. Schließlich bleiben Simon und Danice zurück, aber weitere Missionen kündigen sich bereits an. 

## Rezensionen
- Rezension bei KinderundJugendmedien.de